# Солоновка (приток Песчаной)
Солоновка — река в Солонешенском и Смоленском районах Алтайского края России. Устье реки находится в 102 км по левому берегу реки Песчаная. Длина реки составляет 33 км.

## Населённые пункты
От истока к устью: Первомайский, Лютаево, Солоновка.

## Притоки
От истока к устью:
- Правые: ручей Изоляторский, Лютаевский, Третий, Широкий.
- Левые: ручей Бригадовский, Правый, Глядень, Березов, Петрович, Ветренный, Прямой.

## Данные водного реестра
По данным государственного водного реестра России относится к Верхнеобскому бассейновому округу, водохозяйственный участок реки — Обь от слияния рек Бия и Катунь до города Барнаул, без реки Алей, речной подбассейн реки — бассейны притоков (Верхней) Оби до впадения Томи. Речной бассейн реки — (Верхняя) Обь до впадения Иртыша.